# Giovanni Revedin Di San Martino
Giovanni Revedin Marquis di San Martino (* 2. November 1904 in Ferrara) war ein italienischer Diplomat.
Er war der Sohn von Maria Concetta dei Marchesi Torrigiani (1881–1962) und Pietro Antonio Revedin, Marquis de San Martino (1876–1954). 1939 heiratete er Margherita Trimble.

## Werdegang
1927 diplomierte er in Rechtswissenschaft an der Universität Urbino. Am 1. Juli 1926 wurde er zu einem Leutnant in der Kavallerie ernannt.
Am 1. Juni 1928 trat Giovanni Revedin in den auswärtigen Dienst. Bis 1946 wurde er in London, Paris, New York City, Ottawa, Budapest, Kairo und Bratislava beschäftigt. Vom 28. Oktober 1928 bis 30. September 1929 war er Vizekonsul in Budapest. Am 1. April 1929 wurde er zum Konsularbeamten ernannt. Am 6. Mai 1930 wurde er zum Vize-Konsul in Ribeirão Preto ernannt.
Von 1. April 1947 bis 15. Juni 1951 war er Geschäftsträger beim Supreme Commander for the Allied Powers in Tokio. Von 1955 bis 1957 war er Botschafter in Tirana, in der Folge bis 1963 Botschafter in Tel Aviv. Vom 5. Juli 1964 bis 3. Mai 1967 war er Botschafter in Kampala. Am 7. Juli 1964 wurde er bis 1969 in Nairobi koakkreditiert und nahm dort seinen Wohnsitz.